# 高体健
高体健（1959年4月1日—），河南卫辉人，中华人民共和国政治人物、第十一届全国政协委员。历任新乡医学院教授、副校长，河南省食品药品监督管理局副局长，河南省人口和计划生育委员会主任，河南省政协副主席。
加入中国农工民主党，担任十一届全国政协常务委员、农工党中央常委、河南省委主委。2008年，当选第十一届全国政协常务委员，代表中国农工民主党，分入第十组。2018年1月，当选第十三届全国政协委员。2023年，卸任河南省政协副主席职务。